# Semplicemente Veneta
Semplicemente Veneta, pubblicato nel 2011 è un album-raccolta della cantante Spagna, inciso per l'etichetta Azzurra Music.

## Tracce
1. Father
2. Il Cerchio Della Vita
3. Al Di Là Del Cielo Blu
4. Easy Lady (Reggae Version)
5. Call Me (Slow Version)
6. Gente Como Tu
7. Ti Amo
8. Come Il Cielo
9. Easy Lady (Original Alike)
10. Call Me (Original Alike)
11. Dopotutto Ti Amo
12. Davanti Agli Occhi Miei